# Astrocaryum vulgare

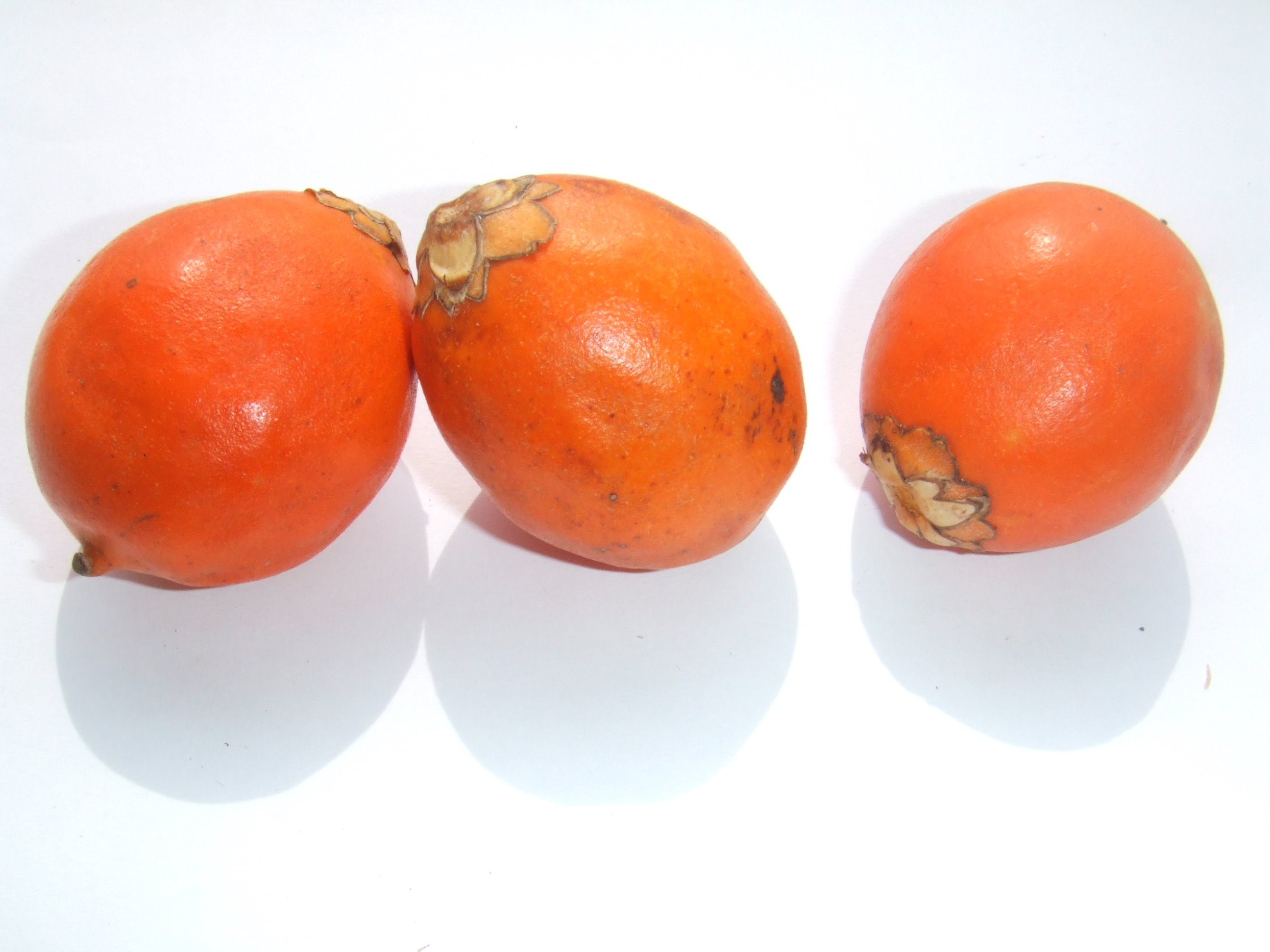
dereito

Astrocaryum vulgare, popularmente conhecido como cumari, cumbari, cumbarim, aiará, curuá, coqueiro-tucum, tucum-do-amazonas e tucumã-piranga, é uma palmeira com fruto aromático e de polpa amarelo-avermelhada, que abriga uma semente comestível. Sua inflorescência emerge entre duas brácteas.

## Etimologia
"Cumari" e "cumbari" provêm do tupi kumba'ri. "Aiará" é proveniente do tupi. "Curuá" vem do tupi kuru'á. "Tucum" vem do tupi tu'kum. "Tucumã" vem do tupi tuku'mã. "Piranga" é proveniente do tupi pi'rãg, que significa "vermelho".